# Nicoley Baublies
Nicoley Baublies (* 24. November 1972 in Lüdenscheid) ist ein ehemaliger deutscher Gewerkschaftsfunktionär. Er war von 2012 bis 2016 und von 2018 bis 2019 Vorsitzender der Gewerkschaft UFO sowie von 2015 bis 2018 Mitglied des Aufsichtsrats der Deutschen Lufthansa AG. Baublies ist Mitglied der Partei DIE LINKE.

## Leben
Baublies ist der Sohn eines Psychologen und einer Erzieherin. Nach dem Abitur 1992 studierte er nach absolviertem Zivildienst von 1993 bis 1996 Politikwissenschaft und Anglistik an der Ruhruniversität Bochum. Von 1996 bis 2003 war er Co-Inhaber einer Internet-Agentur, bis er 2004 als Flugbegleiter bei der Deutschen Lufthansa anheuerte und dort zum leitenden Flugbegleiter (Purser) aufstieg. Neben dem aktiven Fliegen war Baublies bis zum Jahr 2008 auch in der Aus- und Weiterbildung des Kabinenpersonals tätig.
2008 wurde Baublies erstmals in die Personalvertretung des Kabinenpersonals der Lufthansa gewählt. Im gleichen Jahr wurde er ebenfalls in die Tarifkommission der Flugbegleitergewerkschaft UFO nachbenannt und dort 2011 wiedergewählt. 2012 übernahm er den Vorstandsvorsitz der Gewerkschaft. Unter dem Vorsitz Baublies' organisierte die UFO im Jahr 2012 den ersten größeren Streik der Lufthansa-Flugbegleiter sowie den bis dato längsten Streik in der Geschichte der Lufthansa im Jahr 2015. Dieser führte nach einer Schlichtung unter Leitung des ehemaligen brandenburgischen Ministerpräsidenten Matthias Platzeck zur Unterzeichnung eines Tarifwerks von 29 Einzelverträgen, in welchen unter anderem Tariferhöhungen, eine Unverfallbarkeit und Insolvenzsicherung der Alters- und Übergangsversorgung sowie eine fünfjährige Beschäftigungsgarantie für die Lufthansa-Flugbegleiter festgeschrieben wurden.
2016 wurde er abermals in den Vorstand gewählt und verantwortete dort zunächst die Tarif- und Öffentlichkeitsarbeit der Gewerkschaft. 2018 übernahm er nach internen Streitigkeiten wieder den Vorsitz des Vorstands, den er bis 2019 innehatte. 2020 übernahm Baublies übergangsweise eine Rolle in der UFO-Geschäftsführung.